# Tiềm để

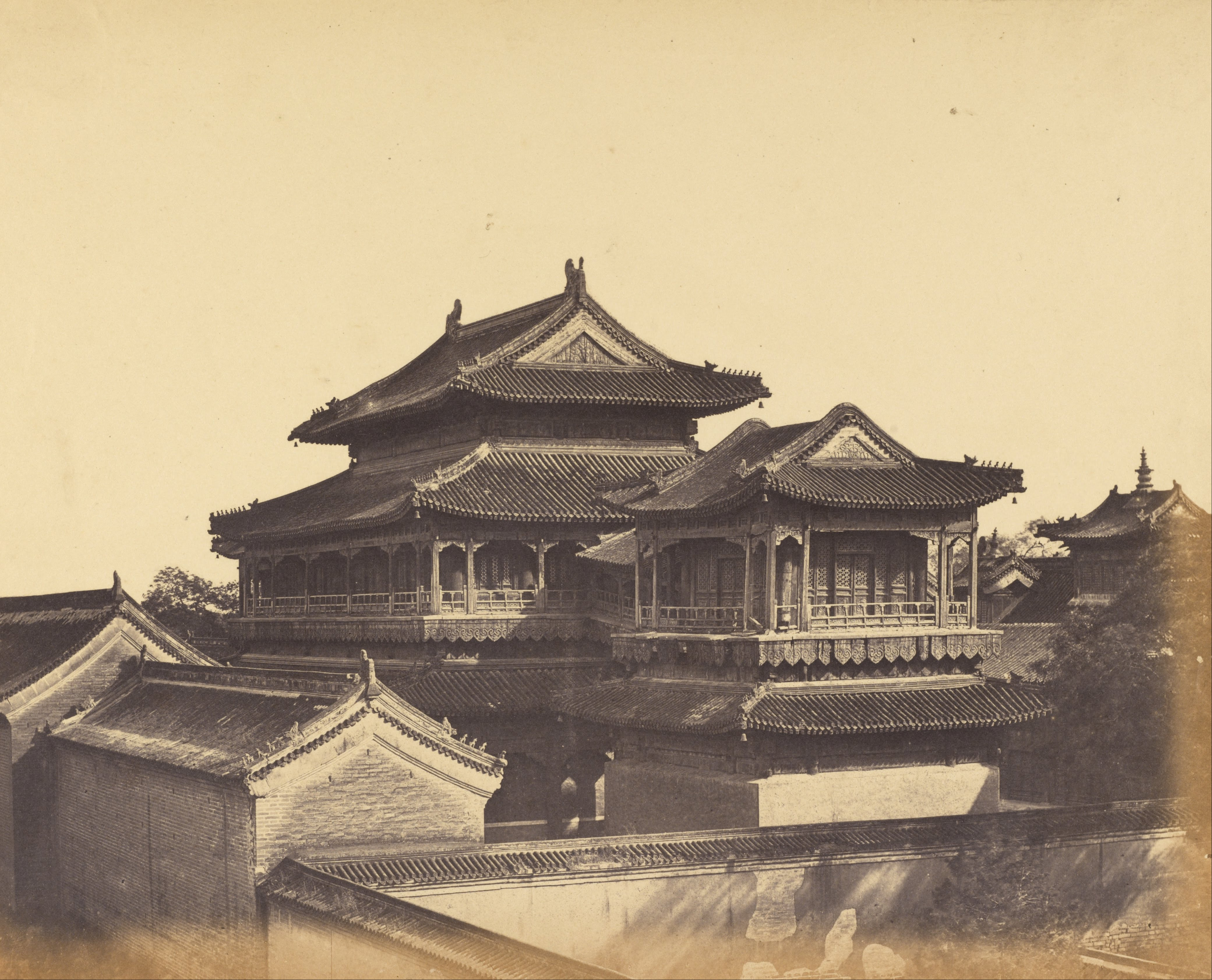
Ung Hòa cung - Tiềm để của Thanh Thế Tông.

Tiềm để (chữ Hán: 潛邸; Bính âm: qián dǐ), đầy đủ là Tiềm long để (潛龍邸), là nơi Hoàng đế từng trú ngụ trước khi đăng cơ tại các quốc gia Trung Quốc và Việt Nam. Danh từ này xuất hiện thường mô tả vị Hoàng đế vốn chưa chắc chắn là Trữ quân.

## Khái quát
Tại các quốc gia Đông Á ảnh hưởng Trung Hoa, từ ngữ ám chỉ ngôi vị Hoàng đế có rất nhiều, thường sinh ra trong nhiều trường hợp với ý nghĩa khác nhau. Các triều đại nhà Hán, nhà Đường thì quy chế chọn Trữ quân sớm định, đến thời nhà Tống lại sinh ra sự kiện Tống Thái Tông Triệu Quang Nghĩa - em trai Tống Thái Tổ Triệu Khuông Dận kế thừa Hoàng vị, gây nên một biến chuyển lớn cho nền chính trị nhà Tống.
Nguyên khi Triệu Quang Nghĩa từng nhậm Phủ doãn của Khai Phong phủ (開封府), thế là sau khi ông đăng vị thì nơi ấy được gọi tránh làm ["Tiềm để"], ám chỉ "Nơi phủ để ẩn chứa rồng", mô tả mệnh Thiên tử của Triệu Quang Nghĩa khi còn chưa được chọn làm Trữ quân. Âu Dương Tu trong sách Đại nhân từ quan trạng (代人辭官狀) đã viết: ["Chúc Tiềm để chi thự quan, thủ ưng biểu trạc, bồi học huỳnh chi giảng đạo, vô sở phát minh"; 屬潛邸之署官，首膺錶擢，陪學黌之講道，無所髮明。].
Từ đó về sau, các triều đại đều dùng từ "Tiềm để" để nói đến nơi ở trước kia của Hoàng đế, mà vốn không phải nơi được định sẵn như Đông Cung (chỗ ở của Thái tử). Bên cạnh Tiềm để, còn có danh xưng [Thanh cung; 青宮] hay [Xuân cung; 春宮] để ám chỉ tương tự. Ở thuyết ngũ hành, hướng Đông thuộc hệ Mộc, màu "Thanh", xét Tứ quý thì thuộc mùa xuân, nên ngôi vị Thái tử đôi khi cũng được gọi Thanh cung và Xuân cung vì lẽ ấy.